# As Cidades
| Críticas profissionais | Críticas profissionais |
| Avaliações da crítica  | Avaliações da crítica  |
| Fonte                  | Avaliação              |
| ---------------------- | ---------------------- |
| Allmusic               | [ 1 ]                  |

As Cidades é um disco do músico brasileiro Chico Buarque. Foi lançado no ano de 1998.

## Faixas[3]
| N.º | Título               | Compositor(es)                          | Duração |  |
| 1.  | "Carioca"            | C. Buarque                              | 2:44    |  |
| 2.  | "Iracema voou"       | C. Buarque                              | 2:59    |  |
| 3.  | "Sonhos sonhos são"  | C. Buarque                              | 3:16    |  |
| 4.  | "A ostra e o vento"  | C. Buarque                              | 3:30    |  |
| 5.  | "Xote de navegação"  | Dominguinhos - C. Buarque               | 2:31    |  |
| 6.  | "Você, você"         | Guinga - C. Buarque                     | 2:54    |  |
| 7.  | "Assentamento"       | C. Buarque                              | 3:44    |  |
| 8.  | "Injuriado"          | C. Buarque                              | 2:29    |  |
| 9.  | "Aquela mulher"      | C. Buarque                              | 2:22    |  |
| 10. | "Cecília"            | Luíz Cláudio Ramos - C. Buarque         | 4:04    |  |
| 11. | "Chão de esmeraldas" | C. Buarque - Hermínio Bello de Carvalho | 2:46    |  |